# 血鑽

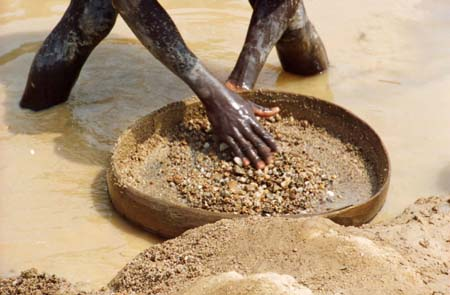
在塞拉利昂淘鑽石

血鑽（也稱衝突鑽石、战争钻石）是一种在战争区域开采并销往市场的钻石。依照聯合國的定義，假如反政府組織出產鑽石，而利潤被用於推翻該政府，那些鑽石就會被稱爲血鑽。销售钻石所得的高额利润會被投入到反政府或违背安理会精神的武装冲突中，包括为组建进行侵略的军事力量筹措资金以发动战争。
2002年11月，为根除非洲血鑽的非法贸易、维护非洲地区的和平与稳定，联合国通过了《金伯利进程国际證書制度》，未附有金伯利进程成员所签发证明书的毛坯钻石进口以及面向非金伯利进程成员出口毛坯钻石都被禁止。
有证据显示，位于安哥拉的“争取安哥拉彻底独立全国同盟（UNITA）”和位于塞拉利昂的“革命联合阵线（RUF）”的财政资金来自利比里亚政府的钻石贸易。

## 影視作品
- 血鑽是2002年電影007：誰與爭鋒的主題之一。
- 由主演的2006年電影，讲述了因血鑽的利益而在塞拉利昂所引發的多年內戰。
- 在歌曲來自塞拉里昂的鑽石中，歌詞描述了塞拉里昂的血鑽交易，並批評西方民眾對於血鑽來源的無知。
- 血鑽在極地戰嚎2中是玩家的虛擬貨幣。